# Kantilo
Kantilo är en ort i Indien.   Den ligger i distriktet Nayagarh District och delstaten Odisha, i den östra delen av landet, 1 200 km sydost om huvudstaden New Delhi. Kantilo ligger 56 meter över havet och antalet invånare är 8 861.
Terrängen runt Kantilo är huvudsakligen platt, men åt sydost är den kuperad. Runt Kantilo är det tätbefolkat, med 331 invånare per kvadratkilometer. Det finns inga andra samhällen i närheten. Omgivningarna runt Kantilo är en mosaik av jordbruksmark och naturlig växtlighet.